# Dlhé Stráže
Dlhé Stráže (in ungherese Lengvárt, in tedesco Litzier) è un comune della Slovacchia facente parte del distretto di Levoča, nella regione di Prešov.

## Storia
Fu menzionato per la prima volta nelle cronache storiche nel 1278.